# Puerto Rico en los Juegos Paralímpicos de Tokio 2020
Puerto Rico estuvo representado en los Juegos Paralímpicos de Tokio 2020 por tres deportistas, dos hombres y una mujer. El equipo paralímpico puertorriqueño no obtuvo ninguna medalla en estos Juegos.